# Béarn

Wappen des Béarn

Provinz Béarn

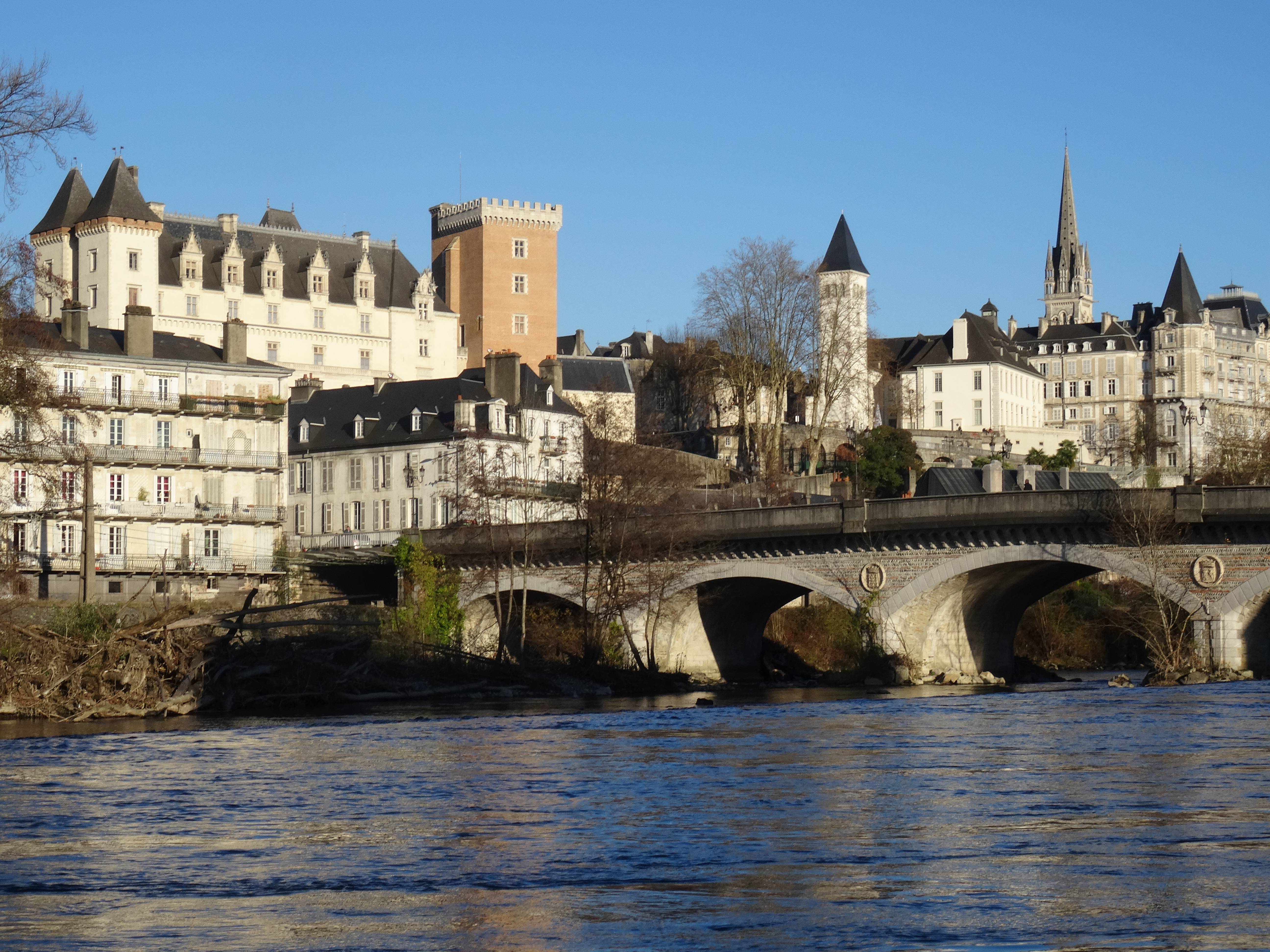
Pau mit dem Fluss Gave

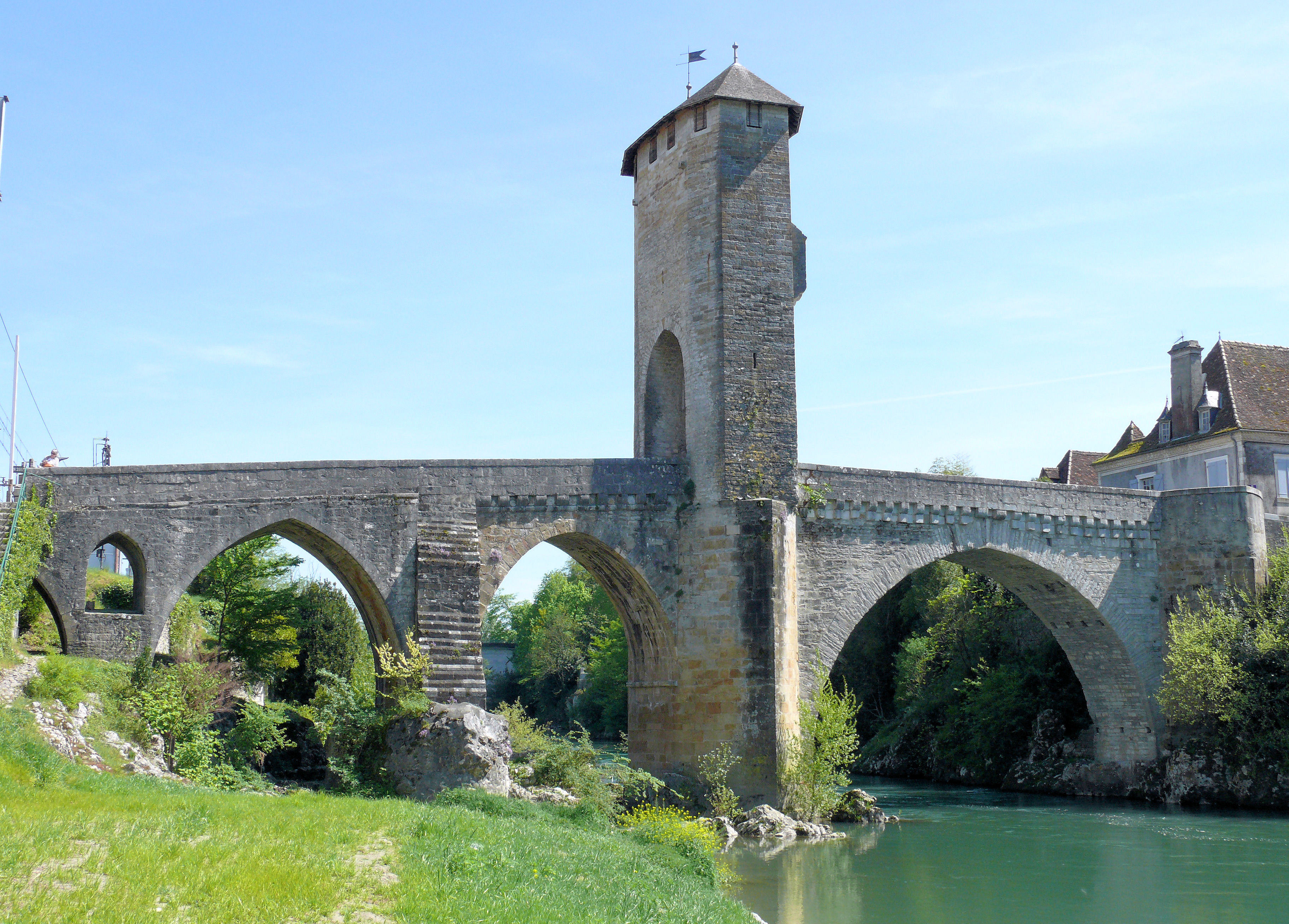
Orthez – Pont Vieux

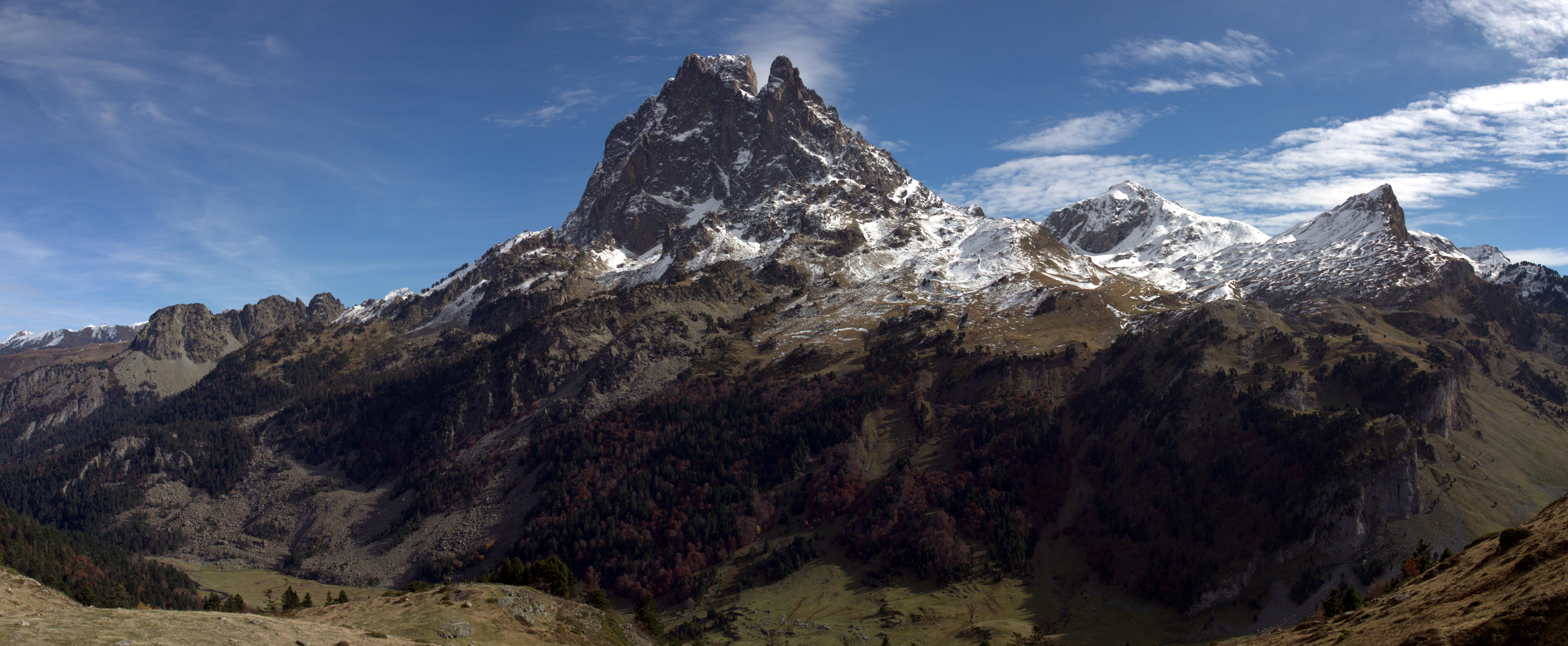
Pic du Midi d’Ossau

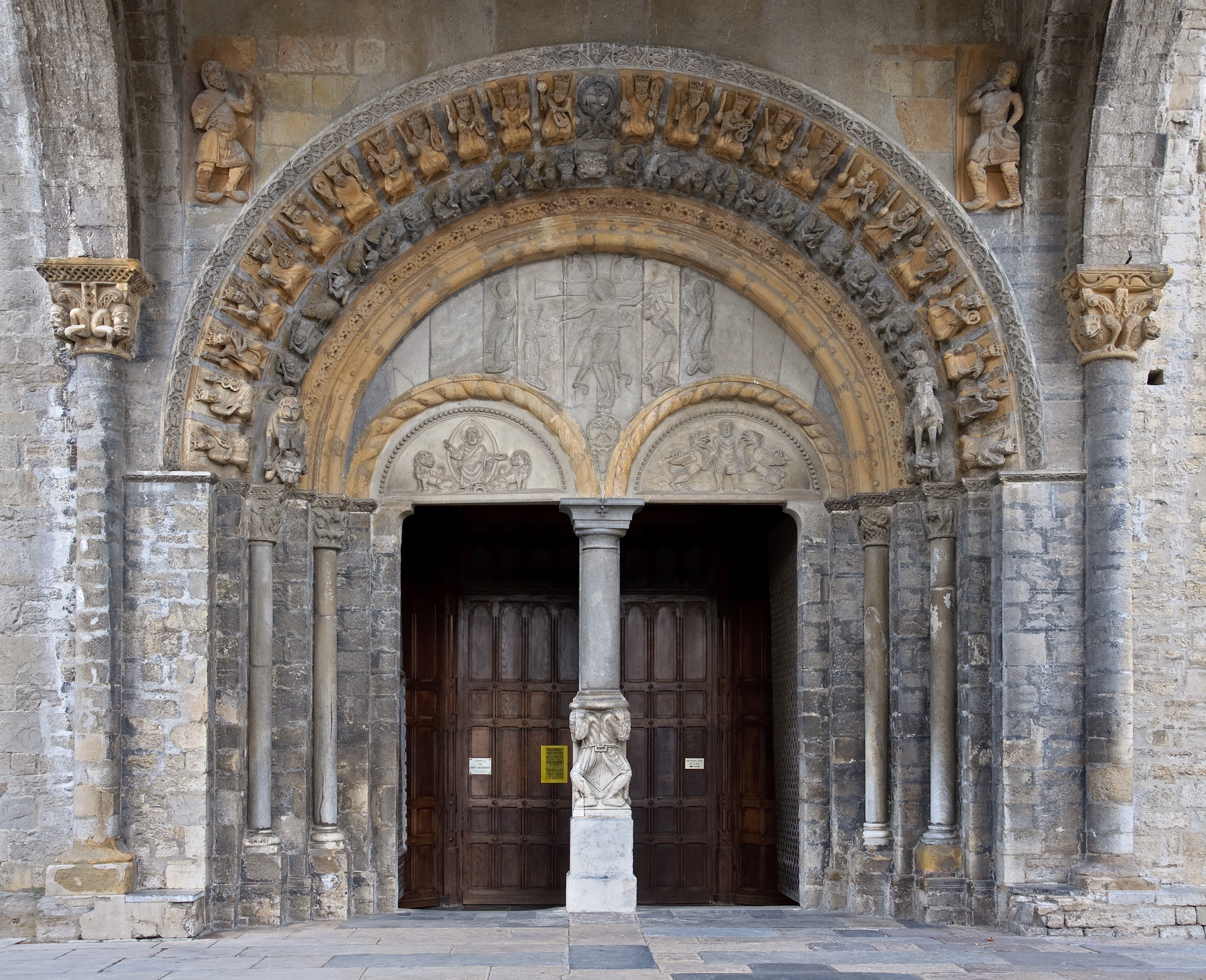
Oloron-Sainte-Marie – Portal der Kathedrale Sainte-Marie

Das Béarn ist eine ehemalige Vizegrafschaft und historische französische Provinz am Fuß der Pyrenäen. Gemeinsam mit dem französischen Baskenland bildet es das Département Pyrénées-Atlantiques (64).

## Sprache
Sprachlich betrachtet gehört das Béarn zu Okzitanien, da seine traditionelle Sprache, das Béarnais, eine Form des Gaskognischen, das heißt des westlichen Zweigs des Okzitanischen ist. Romanisierte Basken, also (beispielsweise dem Familiennamen nach) Baskischstämmige mit französischer Muttersprache, werden in Frankreich manchmal als Béarner Basken bezeichnet.

## Geografie
Das im Norden eher flache und in Höhen von etwa 100 bis 200 m sich erstreckende, im Süden jedoch hügelige bis bergige Béarn wird im Westen begrenzt durch die Region Soule, im Nordwesten durch das ehemalige Heide- und heutige Waldland der Landes und durch die Region Armagnac, im Osten durch die Bigorre und im Süden durch die Pyrenäen; höchste Gipfel der Region dürften der Orhi (2017 m) im Südwesten und der Pic du Midi d’Ossau (2884 m) im Südosten sein. Die Gave de Pau mit ihren zahlreichen Nebenarmen und die Gave d’Oloron sind die wichtigsten Flüsse im Béarn; sie fließen in den Adour, der bei Bayonne in den Golf von Biscaya einmündet. Größte Städte sind Pau (etwa 80.000 Einwohner), Orthez (etwa 11.000 Einwohner), Oloron-Sainte-Marie (etwa 11.000 Einwohner) und Lescar (etwa 10.000 Einwohner).

## Wirtschaft
Das Béarn ist in hohem Maße landwirtschaftlich geprägt, wobei im Norden die Feldwirtschaft und der Weinbau, im Süden dagegen die Viehzucht dominieren. In den Außenbezirken der Städte entstanden Gewerbegebiete mit kleinen und mittelständischen Unternehmen.  Bei der Ortschaft Lacq wurde ein großer Raffineriekomplex aus dem Boden gestampft, der auf den hier entdeckten Erdgas- und Schwefelvorkommen basiert.

## Religion
Die Gegend um die spätantike Stadt Beneharnum wurde einer Legende zufolge um 500 n. Chr. vom später als heilig verehrten Julianus von Lescar (erneut) christianisiert, da sich die Bewohner der Götzenverehrung zugewandt hatten. Im Mittelalter war Oloron-Sainte-Marie eine wichtige Station am Jakobsweg (Via Tolosana). Johanna III. von Navarra, besser bekannt als Jeanne d’Albret, war eine strenggläubige Protestantin und gab ihren Glauben an ihren Sohn, den späteren König Heinrich IV. weiter, der im Jahr 1583 die in Orthez von seiner Mutter gegründete Académie protestante du Béarn in den Rang einer Universität erhob und vier Jahre nach seiner Thronbesteigung (1594) das Edikt von Nantes erließ, welches den Hugenotten Religionsfreiheit zusicherte. Durch den Widerruf des Edikts von Nantes durch Ludwig XIV. (1685) und die angeordnete Vertreibung der Protestanten wurde das Béarn letztlich wieder katholisch.

## Geschichte
Obwohl das Béarn im Vertrag von Verdun (843) in den ursprünglichen Grenzen des Westfrankenreiches mit eingeschlossen war, war die tatsächliche Zugehörigkeit zum Königreich lange Zeit umstritten. Während das Béarn zur Grafschaft Foix gehörte und der Graf Gaston Fébus bereit war, für seine Grafschaft Foix dem König zu huldigen, lehnte er dies für das Béarn ab. Später befand sich die Provinz im Herrschaftsbereich der Könige von Navarra. Schließlich fiel das Béarn durch mütterliches Erbe an Heinrich IV. (gleichzeitig, wenn auch nur theoretisch, mit dem gesamten Königreich Navarra, dessen größerer südlicher Teil im Jahr 1512 durch Ferdinand II. vollständig durch Spanien annektiert werden sollte). Nach seiner Thronbesteigung gab er dem beständigen Verlangen des Parlaments nach und vereinigte das Béarn formell mit der Krondomäne, denn gemäß der Tradition sollte der König von Frankreich keine persönliche Domäne besitzen. Die endgültige Integration des Béarn nach Frankreich erfolgte jedoch erst unter Ludwig XIII. im Jahr 1620.
Bei der Veröffentlichung des Edikts von Villers-Cotterêts (1539), welches unter anderem anordnete, dass alle Rechtsakte auf Französisch abzufassen seien (besonders auf Kosten des Lateinischen, aber manchmal auch der lokalen Sprachen), war die Provinz noch nicht französisch, und das Edikt wurde auf sie nicht angewandt; somit wurden alle Rechtsakte im Béarn bis zur französischen Revolution in okzitanischer Sprache verfasst.

## Sehenswürdigkeiten
Sehenswert sind vor allem die Städte Lescar, Orthez und Pau; die am Jakobsweg gelegene Stadt Oloron-Sainte-Marie hat eine bedeutende romanische Kirche. Sehenswert auch der Dolmen von Buzy, der Tumulus von Escout und der Menhir von Ger.

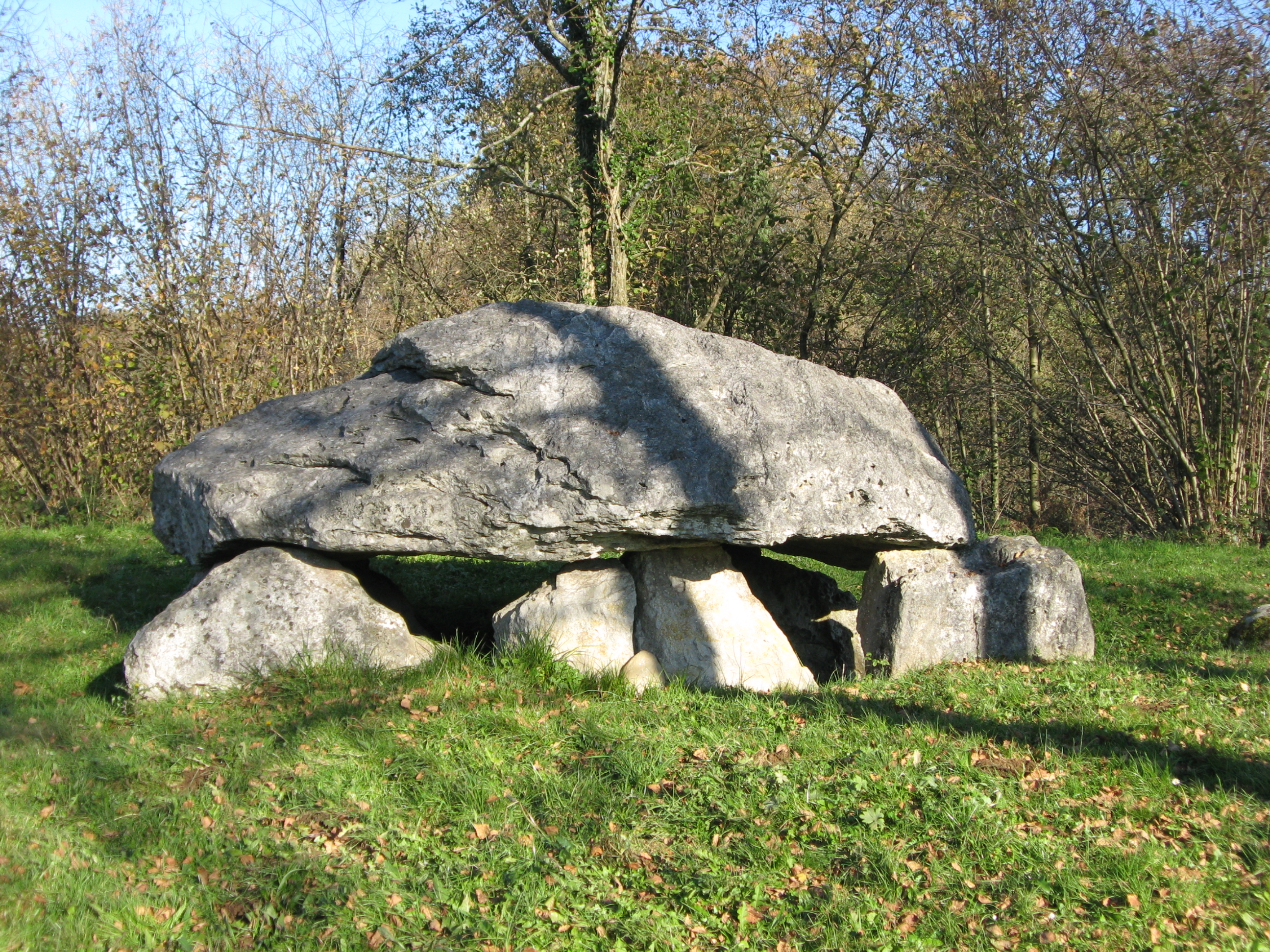
Buzy dolmen
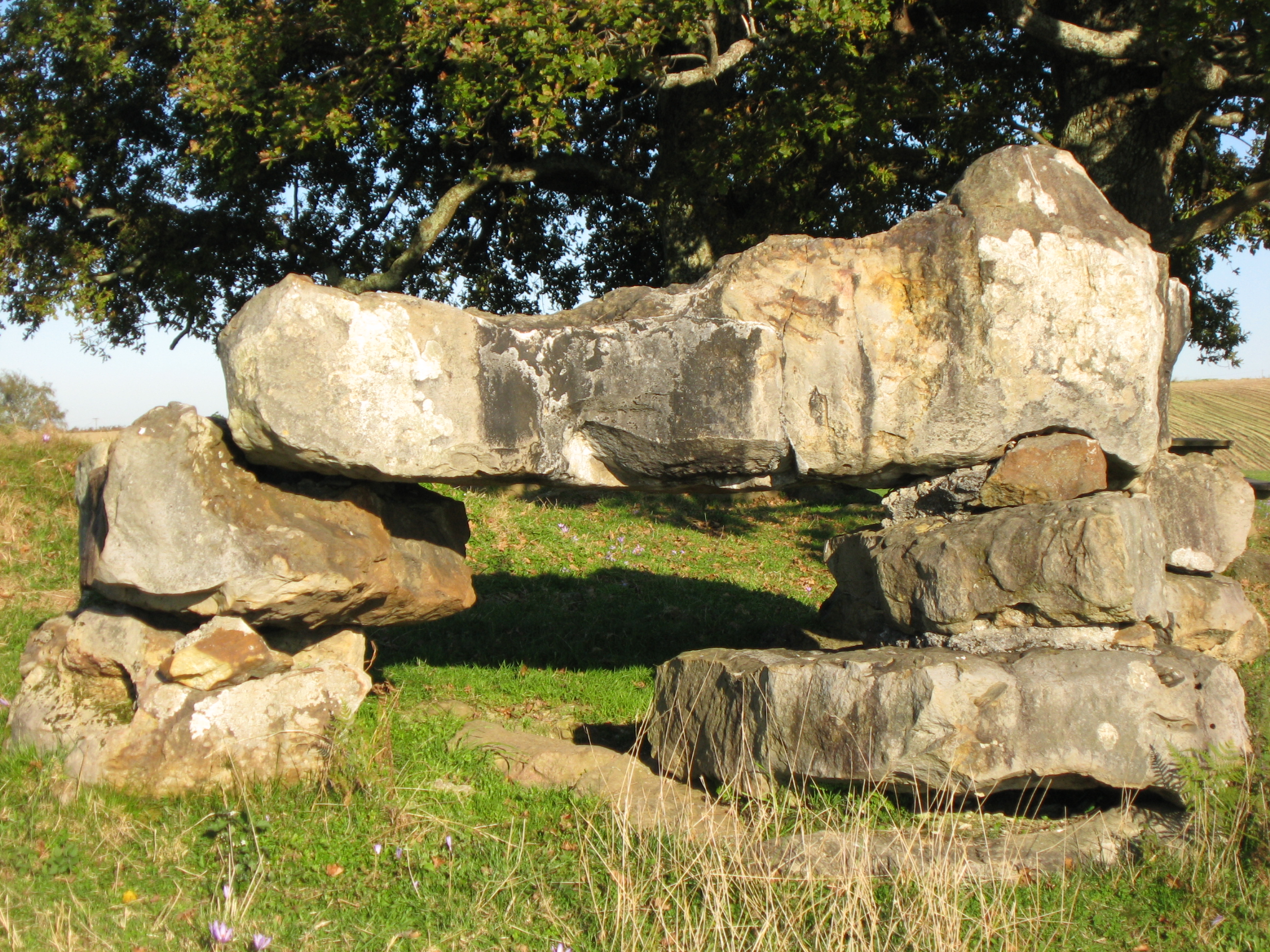
Escout dolmen
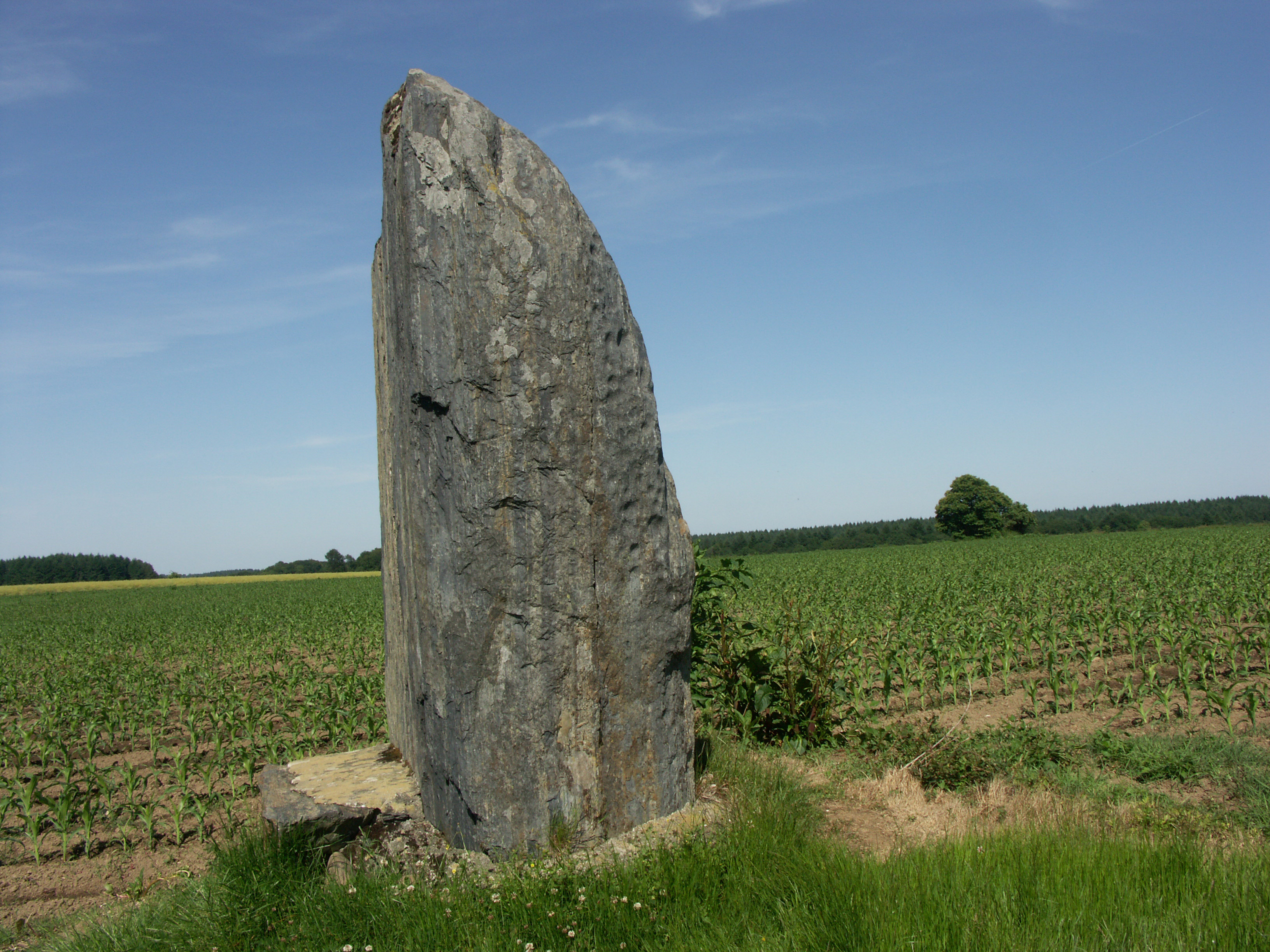
Menhir von Ger

## Sonstiges
Die historischen Vorbilder der drei Musketiere Aramis (Henry d’Aramitz), Porthos (Isaac de Portau) und Athos (Armand de Sillègue d’Athos d’Autevielle) stammten aus dem Béarn. Ebenso stammt Jean-Baptiste Adamsberg, die literarische Hauptfigur einer Reihe von Kriminalromanen der bekannten französischen Schriftstellerin Fred Vargas aus dem Béarn.